# Павлушинская
 Павлушинская  — деревня в Лузском муниципальном округе Кировской области.

## География
Расположена на расстоянии примерно 58 км на восток-юго-восток по прямой от города Луза на левобережье реки Луза.

## История
Известна с 1620 года как деревня Павлушинская над болотом на 7 дворов, в 1727 году 3 двора. В 1859 году дворов 7 и жителей 46, в 1926 (Павлушинская или Клюкино) 29 и 122, в 1950 30 и 82, в 1989 17 жителей. В советское время работал колхоз «Красный земледелец». С 2006 по 2012 года была в составе Грибошинского сельского поселения, с 2012 по 2020 год находилась в составе Папуловского сельского поселения.

## Население
Постоянное население составляло 15 человек (русские 100%) в 2002 году, 6 в 2010.